# Клубаши
Клубаши (черног. klubaši) — политическое течение в Черногории начала XX века.
Название происходит от «Народного клуба» — организации, созданный в 1906 оппозиционной группой депутатов Скупщины Черногории.

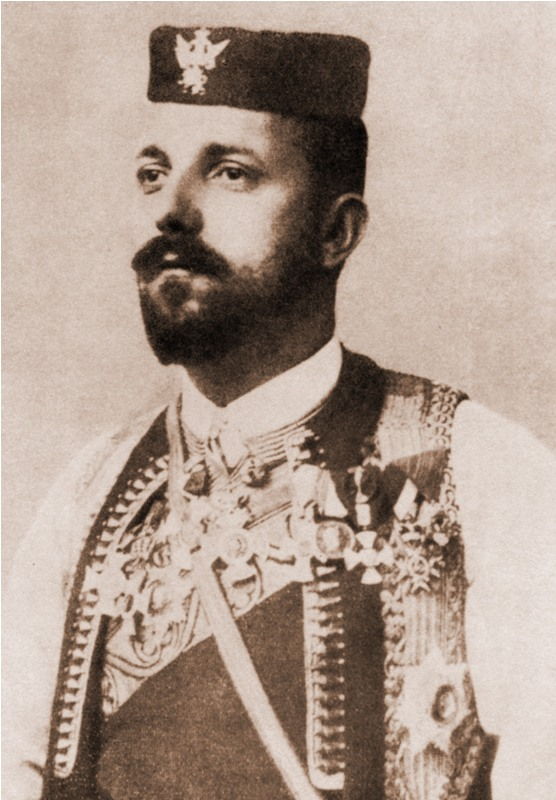
Андрия Радович (1872—1947), один из лидеров Народной партии.

Включало представителей торговой и сельской буржуазии, племенных старейшин, офицерстов, чиновников.
Клубаши предусматривали буржуазно-демократические преобразования.
Во внешней политике поддерживали традиционную дружбу и союз с Сербией и Россией, объединение всех южнославянских земель.
Клубаши возглавляли либеральное правительство в 1906—1907, но не смогли осуществить свою программу.
В 1907 в связи с наступлением реакции клубаши подверглись жестоким репрессиям. В 1909 предприняли попытку организовать правительственный переворот, приведшую к новым репрессиям.
Вновь появились на политической арене после Балканских войн (1912-13), входили в состав коалиционного правительства.
Народная партия, основанная в Черногории в 1990 году, считается её идейным преемником клубашей.